# Dokument

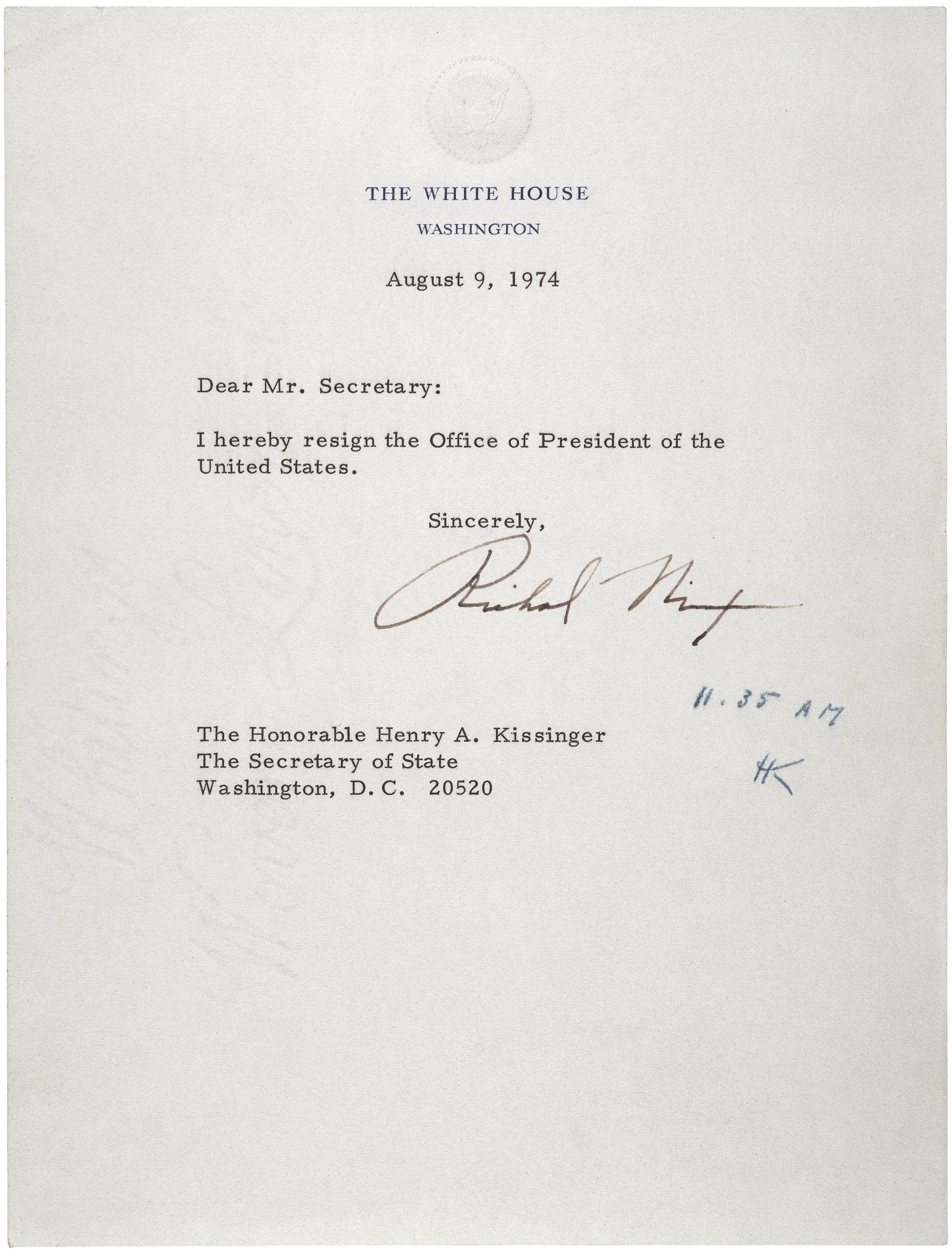
Richard Nixons avskedsansökan är ett välkänt exempel på ett dokument.

Ett dokument är en skriftlig källa eller urkund som innehåller information.
Terminologicentrum har tillsammans med MSB definierat ett dokument som: "samling av information som behandlas som en enhet och som lagrats på ett medium". Mediet som dokumentet lagras på kan variera mellan papper, hårddisk, CD-skiva, m.m.
Det finns ingen strikt juridisk definition av dokument. Däremot definieras begreppet "handling" som en "framställning i skrift eller bild" enligt tryckfrihetsförordningen 2 kap. 3 §. Begreppet handling omfattar även upptagningar.
En dokumentfil är en datafil som består av formaterad eller oformaterad text, avsedd att läsas av till exempel en ordbehandlare eller en textredigerare.
I vissa länder kan företrädare för myndighet eller ordningsmakt efterfråga dokument, vilket då avser att de vill få legitimationshandling eller pass presenterat.

## Etymologi
Ordet dokument på engelska, document, användes redan under tidigt 1200-tal i betydelsen "undervisning"/"instruktion", och härstammar från fornfranska dokument som betyder "lektion", "skriftlig bevisning", från latinska documentum "exempel", "bevis", "lektion" och på medeltida latin "skrivet officiell instrument" från docere, "för att visa", "undervisa" (se doktor). På engelska är betydelsen "något skrivet som tillhandahåller bevisning för eller bevis" dokumenterat från början av 1700-talet.